# Hugo (Oklahoma)
Pour les articles homonymes, voir Hugo.
La ville américaine de Hugo est le siège du comté de Choctaw, dans l’État d’Oklahoma. Lors du recensement de 2000, elle comptait 5 536 habitants.

## Source
- (en) Cet article est partiellement ou en totalité issu de l’article de Wikipédia en anglais intitulé « Hugo, Oklahoma » (voir la liste des auteurs).